# Franchimont (hrad)
Hrad Franchimont, francouzsky Château de Franchimont je ruina stojící na skalnatém výběžku v Ardenách na území města Theux asi osm kilometrů od lázeňského města Spa v Belgii. V blízkosti se nachází lokalita s franckými hroby ze 6. a 7. století.

## Historie
Franchimont je bývalá pevnost lutyšských princů-biskupů. Nejstarší část pochází z 11. až 12. století, v 16. století byly přistavěny vysoké hradby. První písemná zmínka pochází z roku 1156.
Kolem roku 1650 byla stavba odzbrojena a sloužila jako vězení a letní sídlo.
V roce 1676 nařídil francouzský král Ludvík XIV. nařídil hrad zbourat, ale rozkaz byl vykonán jen částečně. Od roku 1967 spravuje objekt charitativní nadace, která se stará o restaurátorské práce a údržbu.
Franchimont je dnes turistickým cílem.

## Galerie

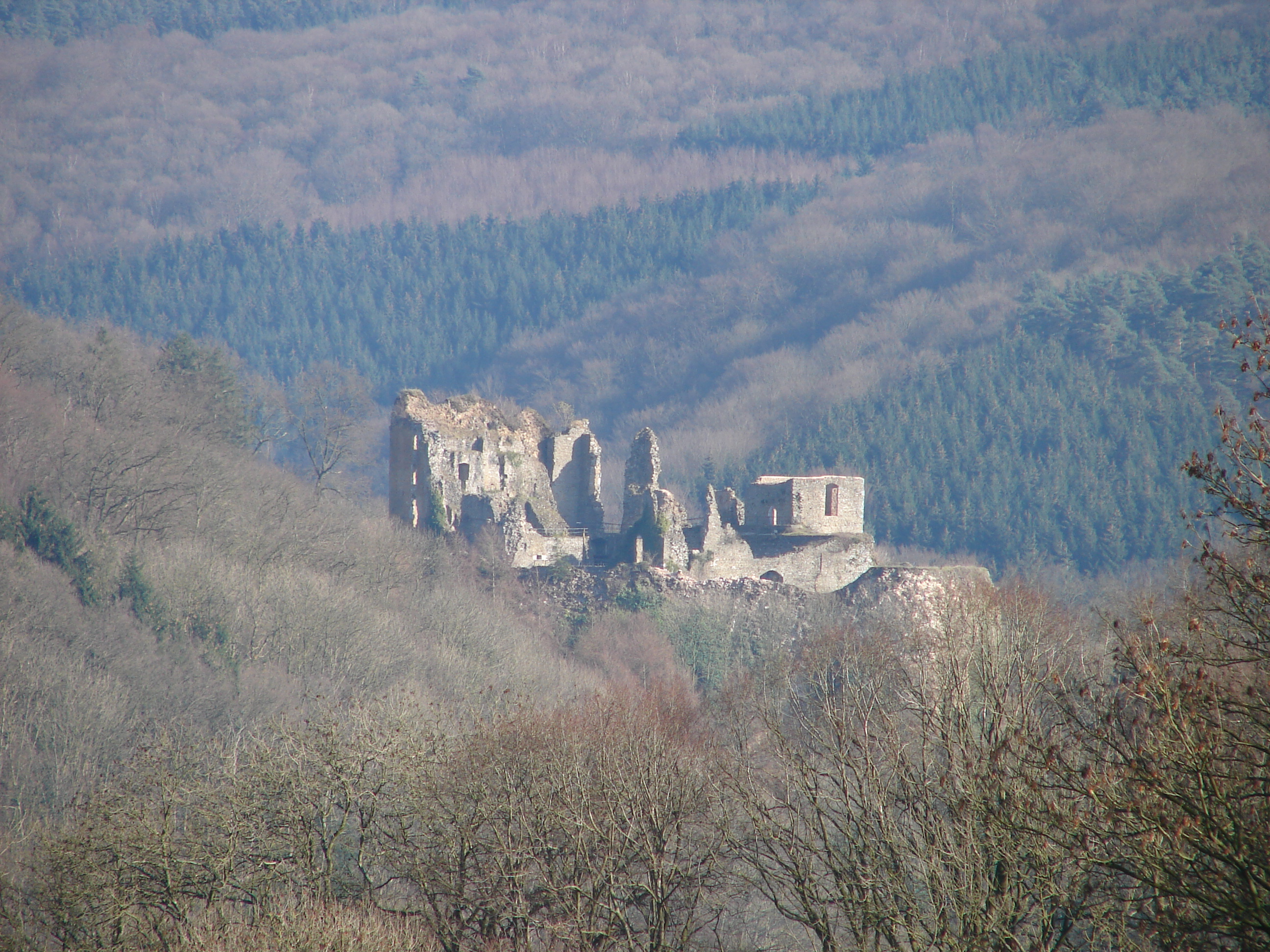
Celkový pohled
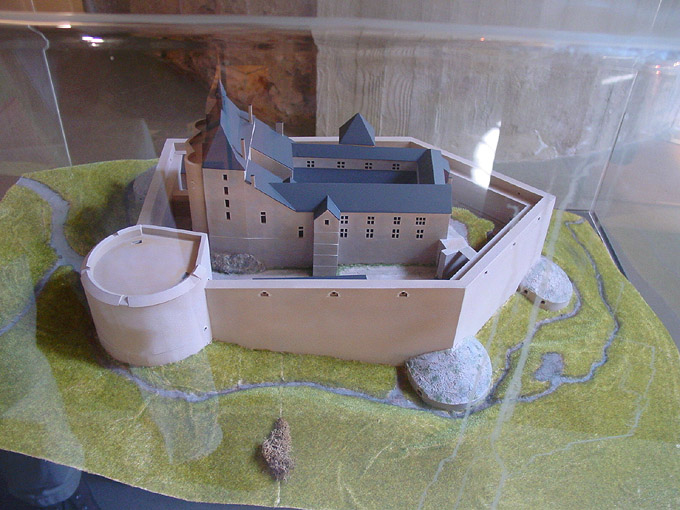
Model hradu
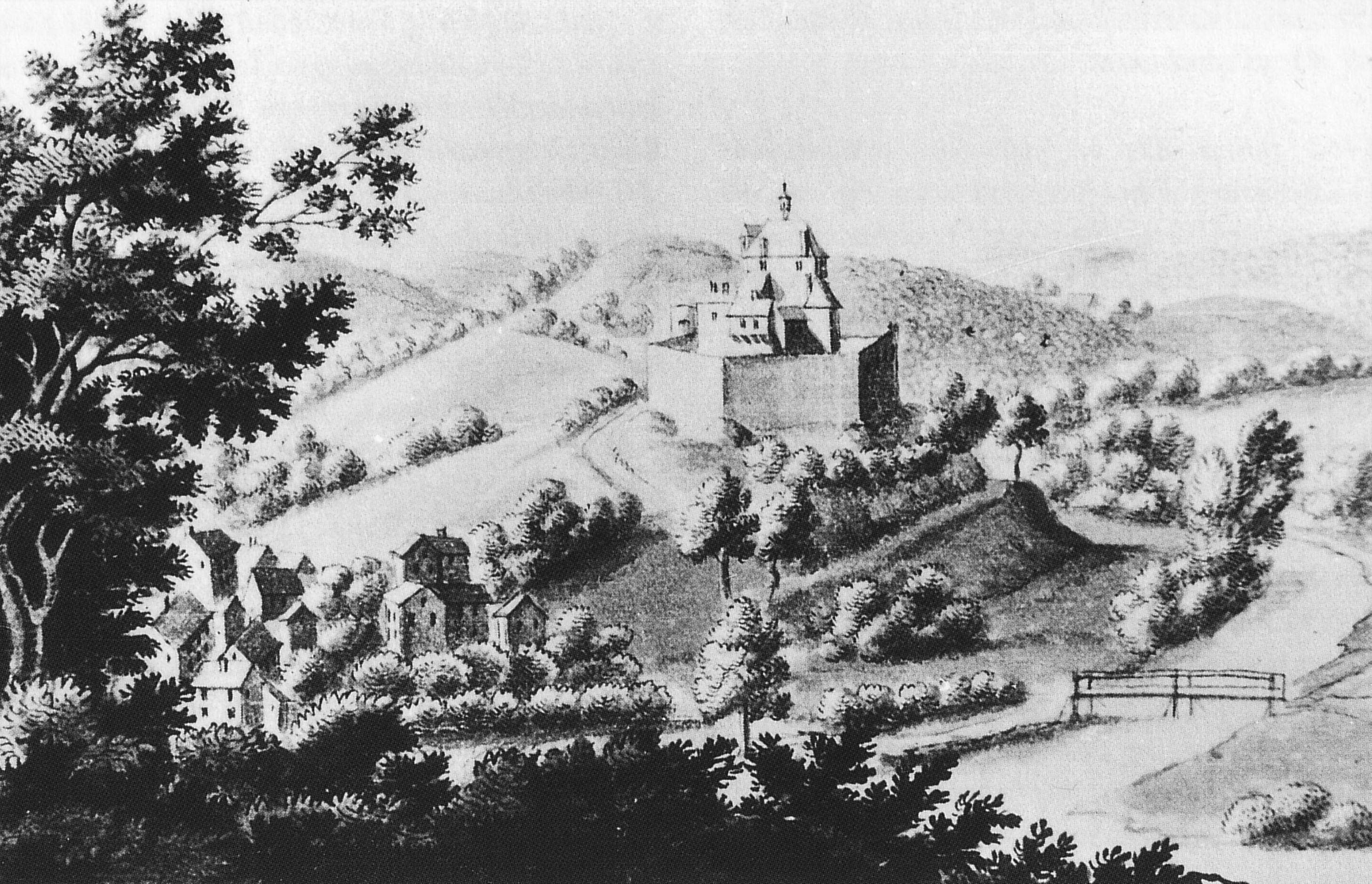
Hrad v 16. až 17. století